# 최윤의
최윤의(崔允儀, 1102년 ~ 1162년 10월 8일(음력 8월 28일))는 고려 중기의 문신으로, 본관은 해주이며 처음 이름은 최천우(崔天祐)다. 최충의 현손이다.

## 생애
어려서 태학(太學)에 들어갔으나, 음서로 벼슬을 얻으면서 자연스레 스스로 태학을 나왔다.
1128년(인종 6) 감문위녹사(監門衛錄事)로 있을 때 문과에서 병과(丙科)에 급제하였고, 이듬해 태학박사(太學博士)에 임명되었다가 우정언(右正言)·지제고(知制誥)로 옮겼다.
1133년(인종 11) 다시 전중내급사(殿中內給事)로 옮겼고, 1136년(인종 14) 좌사간(左司諫)으로서 전중감(殿中監) 윤언식(尹彥植)과 함께 금에 파견되어 태종(太宗)의 죽음을 조문하고 제사지냈다.
1148년(의종 2) 중서사인(中書舍人)으로서 우상시(右常侍) 최함(崔諴) 등과 함께 내시(內侍) 김거공(金巨公)과 환자(宦者) 지숙(之淑) 등 7인을 논박하고 그들을 쫓아 낼 것을 청하였다.
왕이 이를 들어주지 않자, 3일 동안 대궐문 밖에 엎드려 극력히 간언하자 왕이 드디어 들어주었다.
같은 해 시예부시랑(試禮部侍郞)과 지어사대사(知御史臺事)에 차례로 임명되었으며 국자시(國子試)를 주관하여 양충찬(梁忠贊)·박유시(朴有時) 등 91인을 선발했다.
1151년(의종 5) 어사대부(御史大夫)·동지추밀원사(同知樞密院事)로 옮겼고, 이듬해 수문전학사(修文殿學士)와 태자태부(太子太傅)가 차례로 더해졌다.
1153년(의종 7) 수충좌리공신(輸忠佐理功臣)에 책록되고,예부상서(禮部尙書)·판어사대사(判御史臺事)로 승진했다가, 같은 해 지문하성사(知門下省事)에 임명되었다.
이듬해 지공거(知貢擧)로서 문과를 주관해 황보탁(皇甫倬) 등을 급제시켰고, 같은 해 정당문학(政堂文學)과 참지정사(參知政事)·수국사(修國史)를 지냈다.
1155년(의종 9) 권판병부사(權判兵部事)를 겸했다가, 같은 해 중서시랑동중서문하평장사(中書侍郞同中書門下平章事)·판이부사(判吏部事)에 임명되는 동시에 서경유수사(西京留守使)로 나갔는데, 한 달도 되지 않아 동북면병마판사(東北面兵馬判事)·판중군병마사(判中軍兵馬事)로 옮겼다.
이듬해 수태위(守太尉)·집현전대학사(集賢殿大學士)가 더해졌다가, 1157년(의종 11) 문하시랑동중서문하평장사(門下侍郞同中書門下平章事)로 승진했다.
같은 해 왕이 금오위(金吾衛)의 제상리(堤上里)에 이궁(離宮)을 세우려고 했는데, 최윤의가 간절하게 간언하여 끝내 그만두었다.
그러나 왕이 문하성(門下省)의 관리들에게 정함(鄭諴)의 고신(告身)에 서명할 것을 독촉했을 때는 좌승선(左承宣)·직문하성사(直門下省事) 이원응(李元膺), 우승선(右承宣)·좌간의대부(左諫議大夫) 이공승(李公升), 우간의대부(右諫大夫議) 최응청(崔應淸) 등과 함께 부득이하게 서명했다.
1161년(의종 15) 판상서이예부사(判尙書吏禮部事)를 추가로 겸했고, 감수국사(監修國史)가 더해졌으며., 이듬해 다시 지공거로서 과거를 주관하여 이계원(李繼元) 등 32인을 급제시켰다.
같은 해 61세로 졸하자 왕이 수태사(守大師)·문하시중(門下侍中)·상주국(上柱國)·낙랑군개국후(樂浪郡開國侯)를 추증했으며, 문숙(文肅)이라는 시호를 내렸다.
후에 의종(毅宗)의 묘정에 배향되었다.

## 기타
의종의 명으로 《상정고금예문 詳定古今禮文》 50권을 편찬했는데, 고종(高宗) 때 금속 활자로 인쇄되어, 오늘날에 세계 최초의 금속 활자본으로 알려졌다.

## 가족 관계
- 증조 - 최유선(崔惟善, ? ~ 1075년) : 수태사(守大師)·문하시중(門下侍中)·판이부사(判吏部事)·상주국(上柱國), 문화공(文和公), 문종(文宗)의 배향공신
  - 조부 - 최사제(崔思齊, ? ~ 1091년) : 수사공(守司空)·중서시랑동중서문하평장사(中書侍郞同中書門下平章事)·판이부사·감수국사(監修國史)·상주국, 양평공(良平公)
    - 아버지 - 최용(崔湧, ? ~ 1119년)[21] : 증(贈) 수사공·좌복야(左僕射)·참지정사(參知政事)·판공부사(判工部事)·주국(柱國)
    - 어머니 - 수태위(守太尉)·문하시랑동중서문하평장사(門下侍郞同中書門下平章事)·판예병부사(判禮兵部事)·감수국사·상주국, 문정공(文貞公) 김상기(金上琦, 1031년 ~ ?)의 딸
      - 부인 - 검교태자태사(檢校太子大師)·호부상서(戶部尙書)·삼사사(三司使) 김의원(金義元, 1066년 ~ 1148년)의 차녀[2]
        - 장남 - 최관(崔寬)[2]
        - 차남 - 최겸(崔謙)[2]
        - 첫째사위 - 최장(崔樁)[2]
        - 둘째사위 - 김지당(金至當)[2][22]
        - 셋째사위 - 이각(李慤)[2]

※형제에 대해서는 아버지 최용 문서를 참조하라.